# Alfonso Sánchez Anaya
Alfonso Abraham Sánchez Anaya (Apizaco, Tlaxcala; 23 de enero de 1941). Es un político mexicano, miembro del Movimiento Regeneración Nacional, se desempeñó como diputado federal al Congreso de la Unión por el distrito 2 de tlaxcala de 1994 a 1997. Fungió como Gobernador de Tlaxcala de 1999 a 2005. Y senador al Congreso de la Unión por Tlaxcala de 2006 a 2012. 

## Carrera política

### Diputado federal (1994-1997)
Inició su carrera política en 1969 en el Partido Revolucionario Institucional. En 1994 fue elegido diputado federal por el estado de Tlaxcala para la LVI Legislatura. 

### Gobernador de Tlaxcala (1999-2005)
En 1998 decidió salir de las filas del PRI, después de que decidió no participar en el proceso interno del Revolucionario Institucional contra Joaquín Cisneros, quien fue su compañero de bancada en la Cámara de Diputados.
Aprovechando esta situación, el entonces presidente del PRD, Andrés Manuel López Obrador negoció una candidatura común con el PT y el PVEM para impulsar a Sánchez Anaya. Joaquín Cisneros obtuvo 43% de la votación contra 45% de Sánchez Anaya. Es así, que el PRI perdió una gubernatura contra un candidato que escasos meses antes había sido su militante.
En el 2000, su esposa, María del Carmen Ramírez, fue candidata al Senado de la República, quien fue derrotada por la fórmula que integraron Joaquín Cisneros y Mariano González Zarur; pero logró el escaño por la vía de la Primera Minoría. Para 2004, la senadora Ramírez se hizo de la candidatura de la alianza PRD-Convergencia para suceder a su esposo.  Así volvió a competir contra Mariano González Zarur del PRI-PVEM, pero esta vez ese partido sufrió una nueva ruptura con el entonces Presidente Municipal de Tlaxcala, Héctor Ortiz Ortiz, quien se convirtió en el candidato del PAN-PT-PCDT-PJS. En una elección muy cerrada, Ortiz obtuvo 34.85% de los votos, contra 33.93% de González Zarur (apenas 0.92% de ventaja). Ramírez quedó en un lejano tercer lugar con 28% de los votos.

### Senador por Tlaxcala (2006-2012)
En 2006, Alfonso Sánchez Anaya resultó elegido Senador por Tlaxcala a través de la Coalición "Por el Bien de Todos" (PRD-PT-Convergencia).
En 2015 Sánchez Anaya renunció a su militancia en el Partido de la Revolución Democrática y posteriormente se unió al Movimiento Regeneración Nacional, liderado por Andrés Manuel López Obrador. Y compitió para diputado Federal por el I Distrito Electoral de Tlaxcala con cabecera en Apizaco representando al partido Morena pero esta vez no resultó elegido.
Desde el 1 de diciembre de 2018 fungió como director de la unidad de Enlace Administrativo y Financiero de la Secretaría de Seguridad y Protección Ciudadana.
Del 1º de diciembre de 2020 al 13 de septiembre del 2022 fungió como titular de la unidad de administración y finanzas de la secretaría de gobernación